# Arcanos mayores

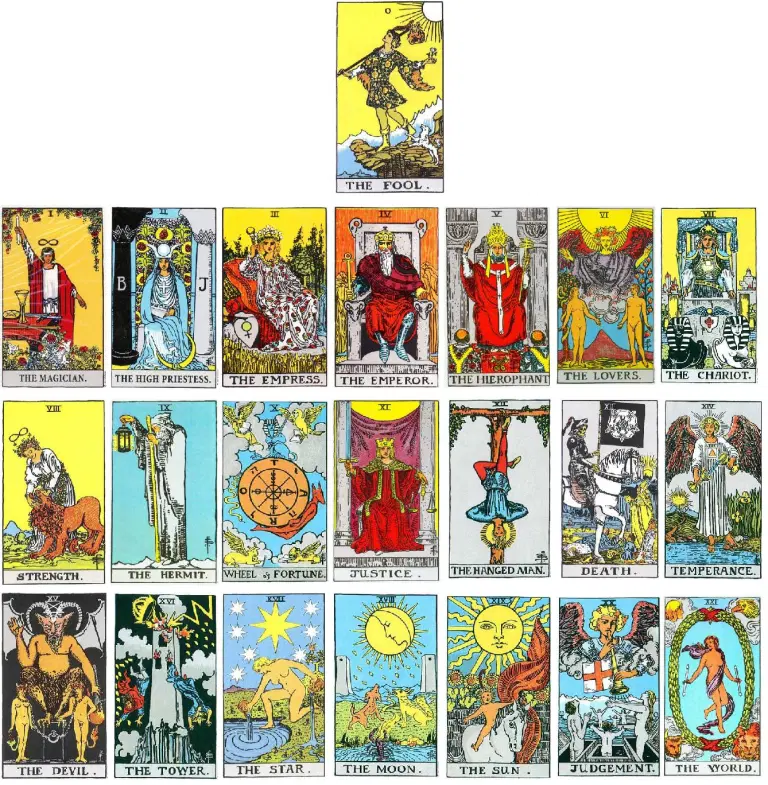
Conjunto completo de Arcanos Mayores del Tarot Rider-Waite. 1909

En el ocultismo, los arcanos mayores son las 22 cartas de triunfo que componen el tarot. El nombre se usa solo en la lectura del tarot. Los jugadores pueden usar las cartas de tarot para jugar y llamarlo un triunfo y, por lo general, solo muestran un número romano o arábigo en cada carta, además de algunas decoraciones que son idénticas en todas.
Antes del siglo XVII, los triunfos eran simplemente parte de una baraja especial utilizada para juegos y apuestas. Puede haber tenido un significado alegórico y cultural, pero más allá de eso, los triunfos originalmente tenían poca importancia mística o mágica. Cuando las barajas se utilizan para los juegos de cartas, estas sirven como permanentes triunfos y se distinguen de las cartas restantes, que son conocidos por los ocultistas como los arcanos menores.
En la lectura del tarot, cada arcano mayor representa un arquetipo, ilustrado en una escena con una o varias personas y muchos elementos simbólicos. Cada una tiene un número —generalmente números romanos— y un nombre, aunque no todas tienen ambos y algunas solo tienen una imagen.
Antiguamente, las primeras de ellas no estaban nombradas ni numeradas, y solo tenían dibujos —probablemente debido al hecho de que una gran cantidad de personas que las usaban en la época eran analfabetas—.
Los arcanos mayores expresan significados y patrones generales de la vida, y no están sujetos a ningún área concreta, a diferencia de los arcanos menores. Cada arcano, carta o arquetipo tiene su propio significado asociado.

## Lista de arcanos mayores
| Número | Carta                  |
| ------ | ---------------------- |
| 0      | El Loco                |
| 1      | El Mago                |
| 2      | La Sacerdotisa         |
| 3      | La Emperatriz          |
| 4      | El Emperador           |
| 5      | El Hierofante          |
| 6      | El Enamorado           |
| 7      | El Carro               |
| 8      | La Fuerza              |
| 9      | El Ermitaño            |
| 10     | La Rueda de la Fortuna |
| 11     | La Justicia            |
| 12     | El Colgado             |
| 13     | La Muerte              |
| 14     | La Templanza           |
| 15     | El Diablo              |
| 16     | La Torre               |
| 17     | La Estrella            |
| 18     | La Luna                |
| 19     | El Sol                 |
| 20     | El Juicio              |
| 21     | El Mundo               |

| † | Tradicionalmente         |
| ‡ | En la baraja Rider-Waite |

## Esoterismo
En el siglo XIX, el tarot llegó a ser considerado como la «biblia de las Biblias», un depósito esotérico de todas las verdades significativas de la creación. La tendencia fue iniciada por el prominente masón y clérigo protestante Antoine Court de Gébelin, quien sugirió que el tarot tenía un origen egipcio antiguo, y un significado místico divino y cabalístico. Uno de sus sucesores, el conde de Mellet, se sumó a las afirmaciones de Court de Gébelin al sugerir que el tarot estaba asociado con el pueblo romaní y que de hecho era el libro impreso de Hermes Trismegisto. Estas afirmaciones fueron continuadas por Etteilla. Etteilla es principalmente reconocido como el fundador y propagador del tarot adivinatorio, pero también participó en la propagación del tarot oculto al afirmar que el tarot tenía un origen egipcio antiguo y era un relato de la creación del mundo y un libro de medicina eterna. Éliphas Lévi revitalizó el tarot oculto asociándolo con la cábala mística y convirtiéndolo en un «ingrediente principal en la tradición mágica». Como señalan Decker, Depaulis y Dummett, «es a él [Lévi] a quien debemos su aceptación generalizada (del Tarot) como un medio para descubrir verdades ocultas y como un documento de lo oculto... Los escritos de Lévi formaron el canal en el cual la tradición occidental de la magia fluyó hasta los tiempos modernos.»
Como muestra la siguiente cita de P.D. Ouspensky, la asociación del tarot con misterios mágicos, cabalásticos y herméticos continuó al menos hasta principios del siglo XX.

¡El hecho de que cuestionemos el Tarot sobre si es un método o una doctrina muestra la limitación de nuestra 'mente tridimensional', que es incapaz de elevarse por encima del mundo de las formas y contraposiciones o de liberarse de tesis y antítesis! Sí, el Tarot contiene y expresa cualquier doctrina que se encuentre en nuestra conciencia, y en este sentido tiene definición. Representa a la Naturaleza en toda la riqueza de sus infinitas posibilidades, y hay en ella, como en la Naturaleza, no uno, sino todos los significados potenciales. Y estos significados son fluidos y siempre cambiantes, por lo que el Tarot no puede ser específicamente esto o aquello, porque siempre se mueve y, sin embargo, siempre es el mismo.

## Adivinación
Ahora asociado popularmente con la adivinación o la cartomancia, el tarot no se inventó como una herramienta mística o mágica de adivinación. Las personas que opinaron esotéricamente sobre el tarot mágico y misterioso —por ejemplo, Antoine Court de Gébelin y el conde de Mellet— también hablaron sobre el tarot adivinatorio. Hay una línea de desarrollo del tarot cartomántico que se da en paralelo con la imposición de misterios herméticos en la baraja de cartas, pero que se puede distinguir útilmente. Fue el conde de Mellet quien inició este desarrollo sugiriendo que los antiguos egipcios habían utilizado el tarot para la adivinación y proporciona un método supuestamente utilizado en el antiguo Egipto. Después de MCM, Etteilla llevó el tarot cartomántico dramáticamente hacia adelante inventando un método de cartomancia, asignando un significado adivinatorio a cada una de las cartas —tanto verticales como invertidas—, publicando La Cartonomancie français —un libro que detalla el método— y creando el primer mazo de tarot exclusivamente para la cartomancia. El método original de Etteilla fue diseñado para trabajar con una baraja común de cartas conocida como piquet. No fue hasta 1783, dos años después de que Antoine Court de Gébelin publicara Le Monde Primitif, que convirtió su experiencia cartomántica en el desarrollo de un método cartomántico utilizando la baraja de tarot estándar —es decir, Marsella—. Su experiencia se formalizó con la publicación del libro Maniere de se récréer avec le jeu de cartes nommées tarots y la creación de una sociedad para la cartomancia del tarot, la Société littéraire des associés libres des interprètes du liver de Thot. Posteriormente, la sociedad publicó Dictionnaire synonimique du Livere de Thot, un libro que «tabulaba sistemáticamente todos los significados posibles que cada carta podía tener, cuando estaba en posición vertical e invertida».
Después de Ettielle, la cartomancia del tarot fue impulsada por Marie Anne Lenormand (1768-1830) y otros. Lenormand fue la cartomante más famosa, afirmando ser la confidente de la emperatriz Josephine y otras luminarias locales. Al ser tan popular, y la cartomancia con el tarot tuvo un muy buen auge en Francia después de su trabajo, una baraja especial titulada Grand Jeu de Mlle Lenormand fue creada en su nombre dos años después de su fallecimiento. A esto le siguieron muchas otras barajas de tarot cartománticas especialmente diseñadas, en su mayoría basadas en el simbolismo egipcio de Ettielle, pero algunas proporcionan también otros estilos —por ejemplo, bíblicos o medievales—. El tarot como herramienta cartomántica y adivinatoria está bien establecido y constantemente se publican nuevos libros que exponen la utilidad mística del tarot cartomántico.

### Misticismo
A principios del siglo XVIII, los escritores masónicos y los clérigos protestantes habían establecido los triunfos del tarot como fuentes autorizadas de la sabiduría hermética antigua y la gnosis cristiana, y como herramientas reveladoras de inspiración cartomántica divina, pero no se detuvieron allí. En 1870, Jean-Baptiste Pitois —más conocido como Paul Christian— escribió un libro titulado Historie de la magie, du monde surnaturel et de la fatalité à travers les temps et le peuples. Christian proporciona un análisis extenso de los ritos de iniciación del antiguo Egipto que involucra pirámides, 78 pasos y la revelación iniciática de secretos. Decker, Depaulis y Dummett añadieron:

En una parte del procedimiento de iniciación, Christian nos dice... el postulante baja por una escalera de hierro, con setenta y ocho peldaños, y entra en un salón a cada lado del cual hay doce estatuas y, entre cada par de estatuas, un cuadro. Dice que estas veintidós obras son Arcanos o jeroglíficos simbólicos. La Ciencia de la Voluntad, principio de toda sabiduría y fuente de todo poder, está contenida en ellos. Cada uno corresponde a una «letra del lenguaje sagrado» y a un número, y cada uno expresa una realidad del mundo divino, una realidad del mundo intelectual y una realidad del mundo físico. Luego se le exponen los significados secretos de estos veintidós Arcanos.

Christian intenta dar autoridad a su análisis atribuyendo falsamente un relato de los antiguos ritos de iniciación egipcios a Jámblico, pero está claro que si hay alguna relevancia iniciática para los triunfos del tarot, es Christian la fuente de esa información. Sin embargo, la historia creada por Christian de la iniciación al tarot se fortifica gracias a la revista de ocultismo de 1889 titulada L'Initiation, la publicación de un ensayo de Oswald Wirth en el libro de Papus Le Tarot des Bohémiens que afirma que el tarot es nada menos que el libro sagrado de iniciación oculta,  la publicación del libro de François-Charles Barlet titulado L'Initiation, y la publicación de Le Tarot des Bohémians por el Dr. Papus —también conocido como Dr. Gérard Encausse—. Posteriormente, el rito de iniciación del tarot quedó firmemente establecido en las mentes de los practicantes del ocultismo.
La aparición del tarot como obra maestra coincidió y encajó perfectamente con el florecimiento de las órdenes esotéricas y las hermandades secretas a mediados del siglo XIX. Por ejemplo, el marqués Stanislas de Guaita (1861-1897) fundó la Orden Cabalística de la Rosa Cruz en 1888. Estas órdenes ponían un gran énfasis en los secretos, avanzando a través de los grados y las pruebas de iniciación, por lo que no es de extrañar que, teniendo ya el tarot a mano, leyeran el significado inicial del tarot. Hacerlo no solo dio un aire de autoridad divina, mística y antigua a sus prácticas, sino que les permitió continuar exponiendo el significado mágico y místico del tarot presuntamente antiguo y hermético. Sea como fuere, la actividad estableció el significado del tarot como libro de iniciación no solo en las mentes de los practicantes del ocultismo, sino también —como se ve más adelante— en las mentes de los practicantes de la nueva era, psicólogos junguianos y académicos en general.[cita requerida]

## En la cultura popular
- En Maléfices, el juego de terror del período de la Belle Époque en francés de 1985-1994, se utiliza una baraja de tarot de arcanos mayores de 20 cartas especial para la generación de personajes y para modificar ciertas tiradas de dados.
- En el videojuego de 1993, Ogre Battle: The March of the Black Queen, las cartas de tarot de los arcanos mayores se adquieren cuando liberas ciudades y templos mientras trabajas y mueves tu ejército por el mapa. Luego, esas cartas se pueden usar durante la batalla para crear varios efectos mágicos. Por ejemplo, El Mago invoca fuego para dañar a tus enemigos, mientras que El Emperador da a todas tus unidades un ataque extra.
- El videojuego de 1995, Tactics Ogre: Let Us Cling Together, usa los Arcanos Mayores como botín potencial de los enemigos caídos, nuevamente para ser usados como efecto mágico en combate.
- Las cartas de tarot de los arcanos mayores, así como sus posiciones y significados, son una parte importante de los Stands dentro del mundo de la popular serie manga JoJo's Bizarre Adventure de Hirohiko Araki. Por ejemplo, el stand del protagonista Jotaro Kujo «Star Platinum», lleva el nombre de La Estrella. Aunque este criterio se extiende solo en el tercer arco, Stardust Crusaders.
- Los arcanos mayores se utilizan como nombres para las monstruosas formas de vida bio-diseñadas que se utilizan como jefes en la franquicia The House of the Dead, en cada entrada fuera de The House of the Dead: Overkill.
- En la serie de novelas ligeras Roku de Nashi Majutsu Kōshi to Akashic Records, los 22 miembros del Imperial Mage Court Corps reciben un nombre clave basados en los arcanos mayores.
- En Harry Potter y el príncipe mestizo, la carta de La Torre golpeada por un rayo es utilizada por la maestra de adivinación Sybill Trelawney para predecir la muerte del director Albus Dumbledore en la parte más alta de Hogwarts esa misma noche.
- En la franquicia de Yu-Gi-Oh!, los monstruos conocidos como «Fuerza Arcana» se basa, tanto en el nombre como en el simbolismo, en la baraja de los arcanos mayores. Las cartas de «Profecía» también se basan en los mismos.
- En la serie de videojuegos Persona, los arcanos se utilizan para representar los «vínculos sociales» o «confidentes» de los protagonistas, y cada «Persona» reclutable se asigna a uno de los arcanos.
- Se hace referencia a los arcanos mayores en el juego de Nix Hydra, The Arcana: A Mystic Romance. Cada uno de los personajes del juego representa todos los arcanos mayores —es decir, Asra como El Mago, Nadia como La Sacerdotisa, Julian como El Ahorcado, Portia como La Estrella, Muriel como El Ermitaño, Lucio como El Diablo, etc.—.
- En Adventure Time, durante la miniserie Stakes de la séptima temporada, varios de los antagonistas vampiros llevan el nombre de las cartas de los arcanos mayores —El Loco, La Emperatriz, El Hierofante, La Luna y el Rey Vampiro, que se cree que representa la Rueda de la Fortuna—.

- En el ánime de 1996 "La visión de Escaflowne" (Tenkū no Escaflowne), la protagonista Hitomi Kanzaki es practicante del tarot y algunas cartas son las que aparecen como intro secundario y título de cada episodio.
- En el videojuego Balatro se pueden encontrar los 23 tipos de arcanos mayores nombrados como Tarot, que otorgan distintos tipos de mejoras para las cartas del juego, así mejorando la jugabilidad de la partida.